# Système de détection et de commandement aéroporté

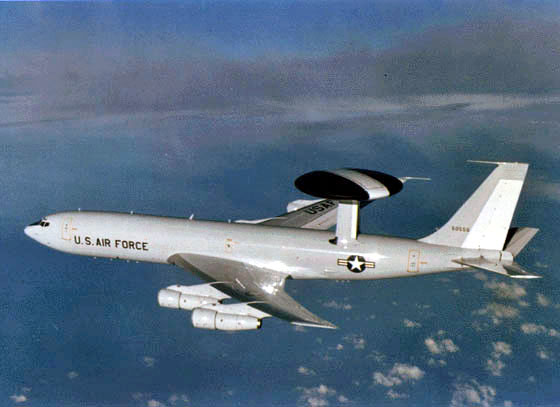
Un SDCA (AWACS) moderne : le Boeing E-3 Sentry.

Le système de détection et de commandement aéroporté (SDCA) (en anglais : AWACS pour Airborne Warning and Control System) ou encore airborne early warning and control (AEW&C) pour Alerte aérienne avancée et contrôle est un système de stations radar montées sur des avions de guet ou des hélicoptères qui peuvent surveiller un vaste espace aérien et servir de postes de commandement pour les opérations aériennes ou de lutte anti-aérienne.

## Principe
Le système SDCA est un système de type appelé en anglais « Command and Control » (ou en termes opérationnels des plateformes C2) comprenant :
- une plate-forme aéroportée, souvent dérivée d'un avion de ligne civil ou d'un hélicoptère de transport ;
- un puissant radar, généralement installé sur le dos de la plateforme, parfois dans un rotodome, ou parfois installé sur un flanc (cas des hélicoptères) ou sur les deux ;
- des systèmes électroniques et des systèmes de communication nécessaires en particulier au contrôle des avions d'autres types (en termes opérationnels des plateformes Non-C2) qui lui sont affectés et à la diffusion de la situation aérienne ;
- des membres d'équipage chargés de surveiller les écrans radar et de coordonner les opérations aériennes.

Les SDCA modernes peuvent détecter d'autres avions jusqu'à 500 km de distance, bien au-delà des systèmes antiaériens conventionnels. Ils permettent surtout la détection de raids à basse altitude, car ils ne sont pas gênés par le relief. En combat aérien, les SDCA peuvent contrôler des aéronefs amis (par définition non SDCA). Le SDCA diffuse, grâce en particulier à la Liaison 16, la situation aérienne et permet ainsi aux autres plateformes, et particulièrement aux avions de combat, d'avoir une meilleure perception de leur environnement. Ainsi, les avions de chasses, en silence radar, peuvent rester discret. Les SDCA sont bien sûr détectables par leurs propres émissions et très vulnérables. Ils se protègent par les avions de combat qu'ils contrôlent.
Des aérostats sans équipage emportent également des radars tel le Joint Land Attack Cruise Missile Defense Elevated Sensor System. Pouvant rester plusieurs semaines en vol et transmettant leurs données à un site au sol, ils sont une alternative aux SDCA.

## Historique

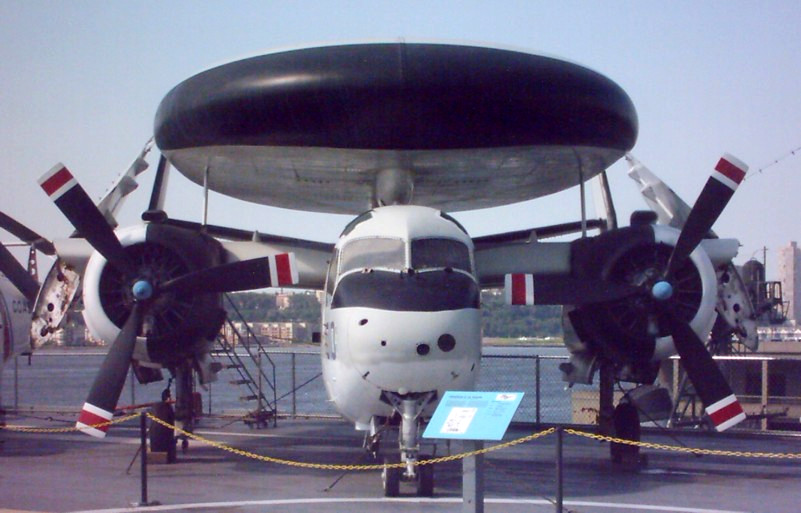
Le E-1 Tracer, premier « AWACS » au monde

La mise au point des premiers « AWACS » remonte à la Seconde Guerre mondiale avec le projet « Cadillac », mais l’US Air Force se montra d'abord peu intéressée par la mise au point d’un tel avion. Il faut en fait attendre les années 1950 pour voir arriver les premiers avions opérationnels : l'US Air Force reçut à partir de 1953 ses premiers EC-121 Warning Star, dérivés du Super Constellation avec des équipements spécifiques installés à la fois dans une grande bosse ventrale et dans une bosse dorsale plus petite. Vint ensuite le E-1 Tracer, un dérivé de l'avion de lutte anti-sous-marine Grumman S-2 Tracker développé pour la marine américaine. Mis en service en 1954, il disposait d'une grande antenne radar installée dans un carénage sur le dos.
Développé avant la mise au point des radars à effet Doppler, ces avions étaient efficaces pour la détection à longue distance, mais avaient des performances faibles pour la détection vers le bas. Ce n’était pas un problème à une époque où le bombardement à haute altitude était préconisé mais il devint vite évident que, pour échapper à la chasse et aux missiles adverses, un avion devait impérativement effectuer sa pénétration à basse altitude et à grande vitesse. Ce changement de doctrine ainsi que la mise au point des radars à effet Doppler, sous l’égide du programme ORT (Overland Radar Technology), allait donner naissance aux SDCA modernes.
En 1964, l'US Navy remplaça ainsi ses E-1 Tracer par le premier avion spécifiquement conçu pour ce rôle : le Grumman E-2 Hawkeye, premier « AWACS » embarqué sur porte-avions. Il est toujours en service en 2019.
De son côté, l'US Air Force développa un système plus performant car non soumis aux contraintes liées à l'emploi depuis un porte-avions, le Boeing E-3 Sentry, qui fut mis en service en 1977. L'URSS introduisit dans les années 1980 son propre SDCA, le Beriev A-50 Mainstay, basé sur l'Iliouchine Il-76. Ces deux systèmes ont été exportés vers différents pays. D'autres systèmes plus ou moins performants ont été développés depuis, notamment par Israël.
Dans les années 1980, la France souhaite se doter d'un système de détection aéroporté. Pour cela, deux appareils déjà existants sont expérimentés en 1982 : le E-2C et le E-3A américains. Mais la France regarde également au sein de sa propre industrie avec le C-160 Transall et le Breguet Atlantic, puis se tourne vers la Grande-Bretagne qui possède une cellule adaptable dans l'avion Bae Nimrod. Le choix de l'Armée de l'Air se porte finalement sur l'appareil américain E-3F commandé à 4 exemplaires entrant en service à partir de 1990.
La Grèce au printemps 2009, avec l'entrée en service de 4 Embraer ERJ-145 AEW&C, dont l'interopérabilité avec le F-16 et le Dassault Rafale a été prouvée, rejoint le club fermé des pays mettant en œuvre des SDCA,,.

## Liste des appareils de type SDCA

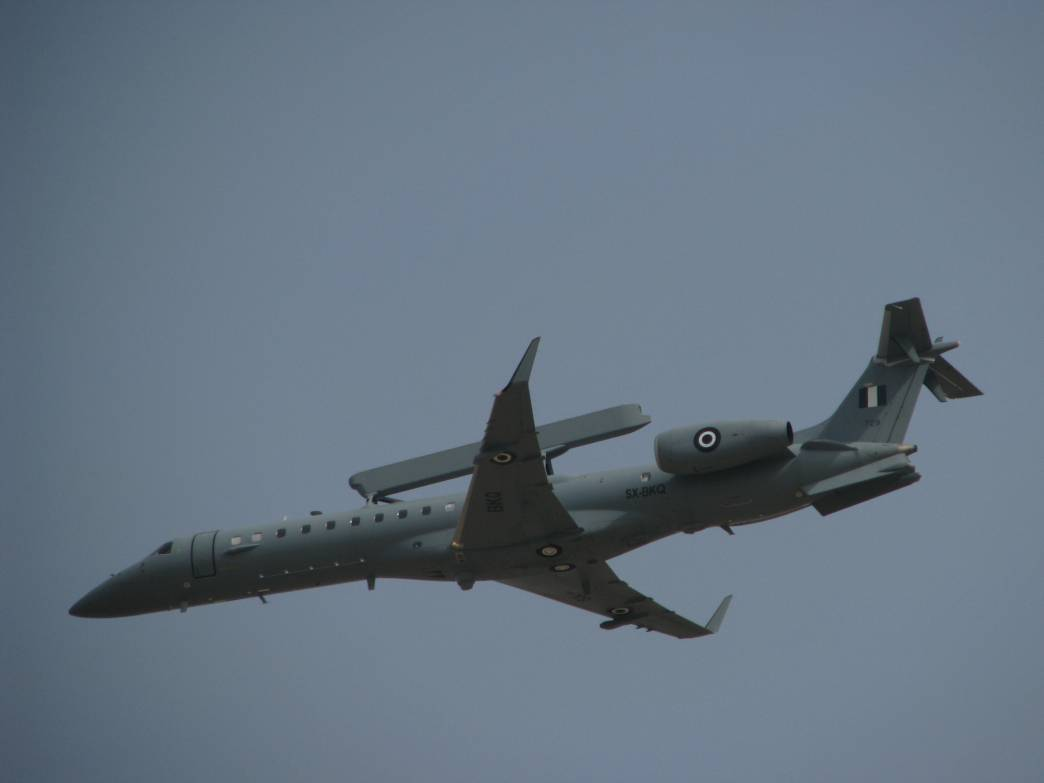
Embraer R-99A Erieye (EMB-145 AEW&C)

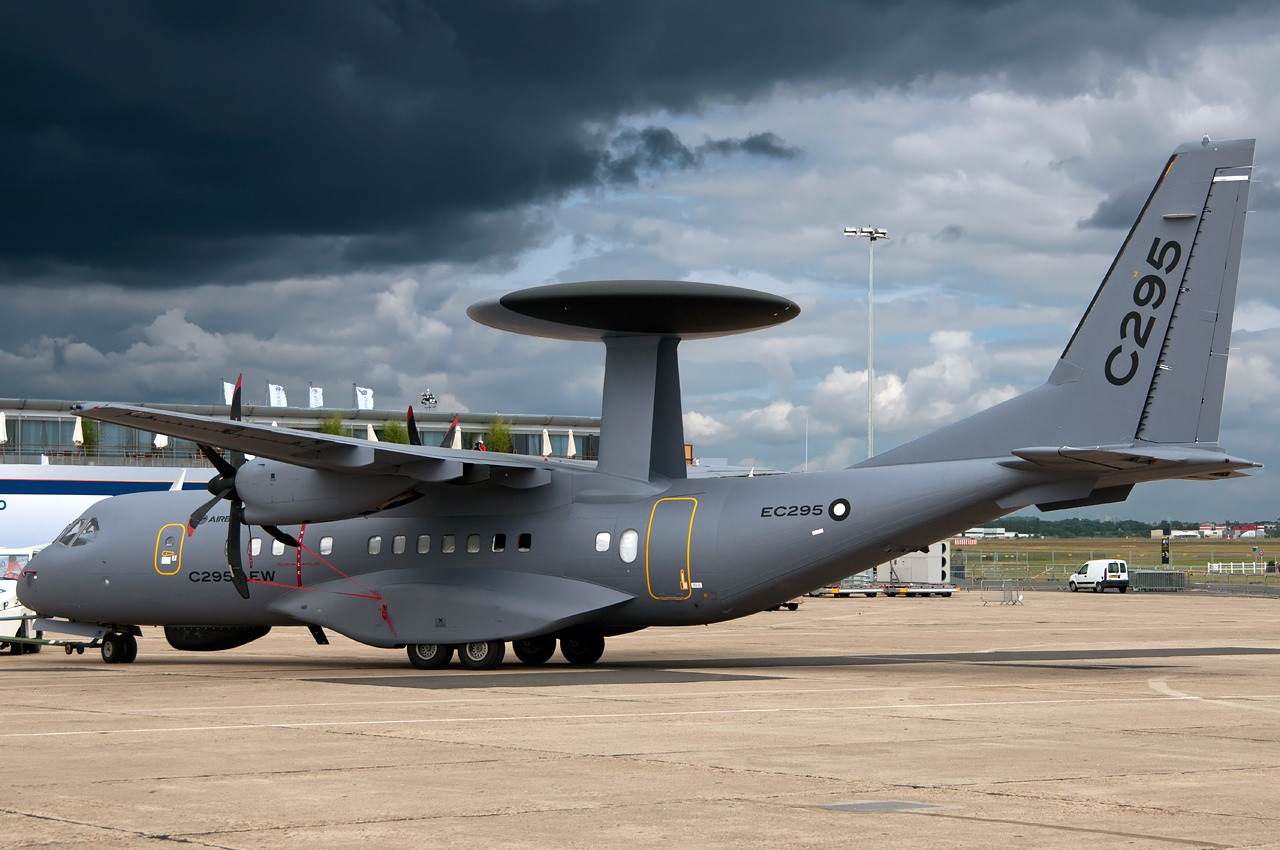
Un CASA C-295 AEW au salon du Bourget de 2011.

| Appareil                                               | Catégorie          | Pays d'origine | 1er vol SDCA | Nombre construit [Quand ?]                                  | Statut             |
| ------------------------------------------------------ | ------------------ | -------------- | ------------ | ----------------------------------------------------------- | ------------------ |
| Antonov An-71                                          | Avion 2 moteurs    | URSS           | 1985         | 3                                                           | Retiré             |
| AgustaWestland Model 112/EH-101A                       | Hélicoptère        | Italie         | 2009         | 4                                                           | Opérationnel       |
| Avro Shackleton AEW.2                                  | Avion 4 moteurs    | Royaume-Uni    | 1972         | 12                                                          | Retiré en 1991     |
| Beriev A-50                                            | Avion 4 moteurs    | URSS           | 1978         | Environ 40                                                  | Opérationnel       |
| Beriev A-100                                           | Avion 4 moteurs    | Russie         | 2017         | 1                                                           | Prototype          |
| Boeing 707 Phalcon/Condor                              | Avion 4 moteurs    | Israël         | 1993         | 2+                                                          | Opérationnel       |
| Boeing 737 AEW&C                                       | Avion 2 moteurs    | États-Unis     | 2004         | 14                                                          | Opérationnel       |
| Boeing B-29 AEW                                        | Avion 4 moteurs    | États-Unis     | 1951         | 3                                                           | Retiré             |
| Boeing EC-137D                                         | Avion 4 moteurs    | États-Unis     | 1972         | 2                                                           | Retiré             |
| Boeing E-3 Sentry                                      | Avion 4 moteurs    | États-Unis     | 1975         | 68                                                          | Opérationnel       |
| Boeing E-767                                           | Avion 2 moteurs    | États-Unis     | 1996         | 4                                                           | Opérationnel       |
| Boeing PB-1W Flying Fortress                           | Avion 4 moteurs    | États-Unis     | 1945         | 31                                                          | Retiré             |
| Breguet Atlantique 2                                   | Avion 2 moteurs    | France         | 1981         | 27 (avion de patrouille maritime sans réelle capacité SDCA) | Opérationnel       |
| British Aerospace Nimrod AEW3                          | Avion 4 moteurs    | Royaume-Uni    | 1981         | 1 (prototype)                                               | Retiré             |
| Britten-Norman AEW Defender                            | Avion 2 moteurs    | Royaume-Uni    | 1988         | 2+                                                          | Prototype          |
| CASA C-295 AEW                                         | Avion 2 moteurs    | Europe         | 2011         | 1                                                           | Prototype          |
| Douglas AD-3/4/5W Skyraider                            | Avion Monomoteur   | États-Unis     | 1945         | 31 3W, 168 4W, 218 5W                                       | Retiré en 1972     |
| Embraer R-99A Erieye (EMB-145 AEW&C)                   | Avion bimoteur     | Brésil         | 1999         | 10 (radar suédois).                                         | Opérationnel       |
| Fairey Gannet AEW.3                                    | Avion bimoteur     | Royaume-Uni    | 1949         | 45                                                          | Retiré en 1978     |
| Grumman E-1 Tracer                                     | Avion bimoteur     | États-Unis     | 1956         | 88                                                          | Retiré en 1977     |
| Grumman E-2 Hawkeye                                    | Avion bimoteur     | États-Unis     | 1964         | 170                                                         | Opérationnel       |
| Grumman TBM-3W Avenger                                 | Avion Monomoteur   | États-Unis     | 1941         |                                                             | Retiré             |
| IAI Eitan                                              | Drone              | Israël         | 2004         |                                                             | Opérationnel       |
| KJ-1 AEWC                                              | Avion quadrimoteur | Chine          | 1969         | 1                                                           | Prototype          |
| Shaanxi KJ-200                                         | Avion bimoteur     | Chine          | 2001         |                                                             | Opérationnel       |
| Xian KJ-2000 Mainring                                  | Avion quadrimoteur | Chine          | 2003         | 5                                                           | Opérationnel       |
| Xian KJ-300                                            | Avion quadrimoteur | Chine          | 2024         | 1                                                           | En essais fin 2024 |
| Lockheed EC-121 Warning Star                           | Avion quadrimoteur | États-Unis     | 1954         | 232                                                         | Retiré en 1982     |
| Lockheed EC-130V Hercules                              | Avion quadrimoteur | États-Unis     | 1991         | 1                                                           | Prototype          |
| Lockheed P-3 AEW&C                                     | Avion quadrimoteur | États-Unis     | 1985         | 14                                                          | Opérationnel       |
| Saab 340 Erieye                                        | Avion bimoteur     | Suède          |              | 4                                                           | retiré             |
| Saab 2000 Erieye                                       | Avion bimoteur     | Suède          |              |                                                             | Opérationnel       |
| Saab GlobalEye                                         | Avion biréacteur   | Suède          | 2019         | 3                                                           | Prototype          |
| en : Sea King ASaC (Airborne Surveillance and Control) | Hélicoptère        | Royaume-Uni    | 1982         | 13                                                          | Opérationnel       |
| Tupolev Tu-126 Moss                                    | Avion quadrimoteur | URSS           | 1967         | 12                                                          | Retiré en 1990     |